# Rock '80
Rock '80 è un album compilation su LP prodotto nel 1980 dalla Cramps Records e curato da Gianni Sassi. Il disco comprendeva diverse band di quella che fu poi definita la prima ondata punk rock italiano.

## L'album
Il 6 febbraio 1980 la Cramps Records, attraverso il suo fondatore Gianni Sassi, organizzò a Milano il festival musicale Rock '80. Da tale festival nacque con l'omonimo titolo l'album raccolta che racchiudeva brani delle band partecipanti. I gruppi erano gli Skiantos, gli Windopen, i Take Four Doses, i Kaos Rock, gli X Rated, le Kandeggina Gang ed i Dirty Actions (al posto delle Clito che rifiutarono l'offerta). Tutti i gruppi inclusi nella raccolta pubblicarono poi per la Cramps Records.
L'album fu poi ristampato in Germania nel 2002 dalla Edel ed in Italia nel 2011 dalla Hate Records.
L'album è presente nella classifica dei 100 dischi italiani più belli di sempre secondo Rolling Stone Italia alla posizione numero 56.

## Tracce

### Lato 1
1. "Fagioli" - Skiantos
2. "Sei in banana dura" - Windopen
3. "La testa" - Windopen
4. "Vita di strada" - Take Four Doses
5. "La notte che inventarono gli eroi" - Take Four Doses

### Lato 2
1. "Basta basta" - Kaos Rock
2. "La rapina" - Kaos Rock
3. "Blockhead Dance" - X Rated
4. "Routine" - X Rated
5. "Sono cattiva" - Kandeggina Gang
6. "Orrore" - Kandeggina Gang
7. "Rosa Shocking" - Dirty Actions
8. "Figli di nessuno (Dirty Actions S-Ha)" - Dirty Actions